# Pauline (miniserie televisiva)
Pauline è una miniserie televisiva tedesca ideata da Sebastian Colley, Philipp Kässbohrer, Elena Lyubarskaya e Matthias Murmann. La serie ha debuttato il 22 maggio 2024.

## Trama
Pauline è una studentessa che spera di ottenere una borsa di studio per andare all'estero e studiare medicina, tuttavia le cose cambiano quando dopo un'avventura di una notte con un certo Lukas si ritrova incinta.

## Puntate
| nº | Titolo originale    | Titolo italiano       | Pubblicazione  |
| -- | ------------------- | --------------------- | -------------- |
| 1  | Nichts Besonderes   | Niente di particolare | 22 maggio 2024 |
| 2  | Bist du Bereit?     | Sei pronta?           | 22 maggio 2024 |
| 3  | Chaos und Kontrolle | Caos e controllo      | 22 maggio 2024 |
| 4  | Wer war mein Vater? | Chi era mio padre?    | 22 maggio 2024 |
| 5  | Vertrauen           | Fiducia               | 22 maggio 2024 |
| 6  | Team Pauline        | Team Pauline          | 22 maggio 2024 |

### Niente di particolare
- Titolo originale: Nichts Besonderes
- Diretto da: Arabella Bartsch
- Scritto da: Sebastian Colley, Elena Lyubarskaya, Alma Buddecke (sceneggiatura); Natalie Thomas e Sophie Yukiko (storia)

#### Trama
Settimane dopo aver passato una notte con Lukas, un ragazzo conosciuto su un app di incontri, Pauline scopre di essere incinta. Tony, che è il miglior amico di Pauline, vedendola non star bene da qualche tempo prova a supportarla e lei gli svela di essere incinta. Pauline, dopo aver appreso dall'insegnante Fisher che potrebbe aver perso la borsa di studio, trova un lavoro in una bottega. Stressata dalla situazione e dal fatto che la gravidanza sembra farle fare cose che prima non era in grado, prova a parlarne senza successo con la madre e, raggiunto Tony, trova una famiglia che la ascolta. Decide però di raggiungere Lukas e passare un'altra notte con lui.

### Sei pronta?
- Titolo originale: Bist du Bereit?
- Diretto da: Arabella Bartsch
- Scritto da: Alma Buddecke, Sebastian Colley, Sophie Yukiko e Natalie Thomas

#### Trama
L'insegnante Fisher incontra Pauline e le chiede della gravidanza, lei nega e l'insegnante la informa che più tardi farà un test per la borsa di studio, Pauline le tocca involontariamente io braccio e vede un vecchio ricordo dell'insegnante. Prima di presentarsi al test, Pauline si fa fare il certificato per l'idoneità all'aborto, poi raggiunge la scuola e affronta io test insieme all'altra candidata, Britta. Anche con lei vede un suo ricordo e fugge impaurita. Quando, a fine giornata, chiude la bottega, viene raggiunta da Lukas e gli confida di essere incinta ma, sentendosi attaccata, vari oggetti del locale iniziano a levitare e a esplodere accanto a Lukas che fugge. Pauline mentre sistema il locale si taglia e torna a casa, la mattina seguente la ferita è completamente sparita. Decisa ad allontanarsi definitivamente da Lukas, lo blocco su whatsApp e passa la giornata con Tony e il suo fidanzato. Arrivata sera, Pauline prende la strada di casa ma, sentendosi seguita da qualcuno, prova a fuggire e si trova in un punto senza uscita. Raggiunta da un uomo incappucciato, lo ferisce mortalmente ma la ferita si rimargina e scopre che è Lukas, che gli rivela che sua madre è il Diavolo.

### Caos e controllo
- Titolo originale: Chaos und Kontrolle
- Diretto da: Arabella Bartsch
- Scritto da: Alma Buddecke, Sebastian Colley, Sophie Yukiko e Natalie Thomas

#### Trama
Lukas continua ad informarsi sull'anticristo, sulla sua nascita e come venne gestita in passato, scoprendo che Pauline è in pericolo. Decide quindi di proteggerla e di aiutarla a controllare i suoi poteri fino a quando lei non abortisce. Purtroppo però, prima ancora di iniziare la procedura, il ginecologo e la sua assistenza muoiono improvvisamente e Pauline deve fuggire dalla sala dove due uomini vogliono rapirla. Trova rifugio su un cornicione dell'ospedale e, mentre Lukas e Tony discutono nel parcheggio non accorgendosi della sua presenza, lei cade rovinosamente procurandosi diverse fratture e morendo sul colpo. Poco dopo si rianima e tutte le ferite vengono curate, sotto gli occhi increduli di Tony che fugge.

### Chi era mio padre?
- Titolo originale: Wer war mein Vater?
- Diretto da: Alma Buddecke
- Scritto da: Alma Buddecke, Sebastian Colley, Sophie Yukiko, Natalie Thomas e Elena Lyubarskaya

#### Trama
Pauline decide di rifugiarsi alla baita nel bosco di suo padre per evitare di far del male ad altre persone con i suoi poteri. Nella baita trova una memory card che il padre aveva nascosto e ne guarda il contenuto: fotografie e dettagli riguardanti la società Schmidt, quello che nasconde sotto a dove abita, Lilith e le persone che lavorano con lei. Poco dopo viene raggiunta da una donna misteriosa che asserisce di conoscerla, Pauline però nota le scarpe che indossano le persone che lavorano per Lilith e riesce a fuggire. Mentre Lukas cerca di farsi dire da Tony dove trovare Pauline, vengono raggiunti dalla stessa che chiede aiuto a entrambi per scoprire chi era in realtà suo padre. Mentre Lukas chiede aiuto a Tammo, che lo informa che Lilith sa già tutto, Pauline e Tony decidono di indagare dove il padre di lei lavorava, ma desistono quando a Pauline torna in mente il momento in cui trovò suo padre senza vita. Il giorno seguente Britta, sempre più convinta che Pauline è una strega, prova a farle perdere la borsa di studio e registrare con lo smartphone eventuali suoi comportamenti da "strega", messa alle strette, Pauline è costretta a usare i suoi poteri per far cambiare idea all'insegnante Fisher per poi distruggere il telefono di Britta. Tornata a casa vede Lilith sul ritratto su cui sua madre sta lavorando, decide quindi di farle visita. Quando Lukas la raggiunge la trova a cena con Lilith e prova ad ogni modo di portarla fuori con sè senza riuscirci, solo quando Lilith aggredisce Lukas capisce che non può fidarsi di lei e lo salva con i suoi poteri, per poi perdere i sensi.

### Fiducia
- Titolo originale: Vertrauen
- Diretto da: Facundo Scalerandi
- Scritto da: Alma Buddecke, Sebastian Colley, Sophie Yukiko e Natalie Thomas

#### Trama
Pauline si risveglia a Sonnenseite, dimora di Eira e altri angeli, e scopre che suo padre non era un demone, come Lilith le ha fatto credere, ma un angelo che è stato assassinato dal fratello di Lukas. Pauline sente di potersi fidare di Eira e decide di sottoporsi alla loro pericolosa procedura per abortire, informa Tony, che la raggiunge, ma quando lei non vuole aiutarlo se ne va. Lukas e Tammo, che avevano lasciato Sonnenseite quando Pauline aveva deciso di rimanere, si rifugiano in una chiesa ma vengono raggiunti da Lilith che pugnala Lukas. Giunta l'ora, Pauline e gli altri angeli si ritrovano in una stanza per iniziare la procedura, ma anche Eira vuole impossessarsi del potere del bambino sacrificando la madre. Pauline riesce a sfruttare il potere del bambino per liberarsi e fuggire da Lukas.

### Team Pauline
- Titolo originale: Team Pauline
- Diretto da: Facundo Scalerandi
- Scritto da: Alma Buddecke, Sebastian Colley, Sophie Yukiko e Natalie Thomas

#### Trama
Pauline decide di fare un accordo con Lilith per salvare sè stessa, il bambino e Lukas. Mentre lei rientra a casa per salutare la madre, nel seminterrato si stanno radunando numerosi demoni per valutare i tre uomini per la rinascita di Samuel, tra questi c'è anche Tony. Pauline viene raggiunta da Britta che le mostra un segno sul suo collo, poi le due decidono di dirigersi nel seminterrato per fermare Lilith. Mentre Tammo, Lilith e Lukas si apprestano a completare la procedura di resuscitare Samuel, Pauline li raggiunge chiedendo di fermarsi e scopre che Tony è tra le persone designate ad accogliere Samuel. Fortunatamente Samuel non sceglie Tony e quando si avvicina a Pauline, lei lo accoltella vendicando la morte del padre. Quando i demoni abbandonano il portale, Lilith attacca Lukas scatenando la reazione di Pauline che la assassina come fatto con Eira, le spore di Lilith però entrano nel corpo di Britta.

## Personaggi e interpreti

### Personaggi principali
- Pauline Alceste, interpretata da Sira-Anna Faal, doppiata da Sara Labidi.[3]
- Lukas, interpretato da Ludger Bökelmann, doppiato da Riccardo Suarez.[3]
- Tony, interpretato da Lukas Alexander von Horbatschewsky, doppiato da Lorenzo Crisci.[3]
Amico di Pauline.
- Britta, interpretata da Johanna Hens, doppiata da Luna Iansante.[3]
- Lilith, interpretata da Andrea Sawatzki, doppiata da Antonella Baldini.[3]
- Eira, interpretata da Amira Ghazalla, doppiata da Cinzia De Carolis.[3]
- Tammo Pest, interpretato da Dimitrij Schaad, doppiato da Giuseppe Ippoliti.[3]
Assistente di Lukas.
- Carla Alceste, interpretata da Nikeata Thompson, doppiata da Chiara Gioncardi.[3]
- Jason Alceste, interpretato da Sohel Altan Gol, doppiato da Nanni Baldini.[3]

## Distribuzione

### Data di uscita
Pauline ha debuttato il 22 maggio 2024 sulla piattaforma di video on demand Disney+, in tutti i paesi in cui il servizio è disponibile, e su Hulu negli Stati Uniti d'America.

### Edizione italiana
La direzione del doppiaggio è di Luigi Morville e i dialoghi italiani sono curati da Alessandro Budroni per conto della Iyuno Italy che si è occupata anche della sonorizzazione.